# Paecilomyces sinensis
Paecilomyces sinensis är en svampart som beskrevs av Q.T. Chen, S.R. Xiao & Z.Y. Shi 1984. Paecilomyces sinensis ingår i släktet Paecilomyces och familjen Trichocomaceae.   Inga underarter finns listade i Catalogue of Life.